# Inga Bjørnson
Inga Bjørnson (Oslo, 4 de marzo de 1871 – 8 de marzo de 1952) fue una filántropa y líder teatral noruega.

## Vida personal
Nació en Christiania, hija de Peter Elias Bjørnson y Laura Marie Mathilde Riiser Larsen, y sobrina de Bjørnstjerne Bjørnson. Estuvo casada primero con el pintor Eyolf Soot, y más tarde con el actor Harald Stormoen. Es madre de Botten Soot y Guri Stormoen.

## Carrera
Bjørnson es especialmente conocida como pionera del teatro infantil en Noruega. Fundó su propio teatro infantil en 1920, el primer teatro escandinavo donde niños actuaban para niños. El teatro se inauguró con la obra de Margrethe Munthe, Askepott, y continuó con otras adaptaciones teatrales de cuentos de hadas y libros infantiles. Entre sus libros se encuentran Dundor-Heikka de 1916, Våre barnesanger de 1926, y 30 år med barneteatret de 1950.